# Страж Пустоши (Badlands Guardian)
Страж Пустоши (также известный как «Голова Индейца») — наименование, данное североамериканскими СМИ геоформации, находящейся недалеко от города Медисин-Хат на самом юго-востоке провинции Альберта в Канаде. Если взглянуть с высоты, рельеф местности чрезвычайно похож на голову местного аборигена в традиционном головном уборе, смотрящего на запад. Также создаётся впечатление, что «индеец» носит наушники. Однако, то что принимают за наушники, на самом деле является дорогой, ведущей к нефтяной вышке и собственно самой скважиной. Размер «головы» примерно 255 метров в длину и 225 метра в ширину, это намного больше, чем размер голов высеченных в горе Рашмор.
«Голова» образовалась в результате выветривания и эрозии, мягкой, богатой глиной почвы, по меньшей мере несколько сотен лет назад.
Изначально «Страж» был обнаружен Линн Хикокс, исследовавшей карты Google Earth, в ноябре 2006 года.

## Внешние ссылки
- Satellite image (Google Maps)
- Photo of the Badlands Guardian taken from a paraglider
- 3D diagram of Badlands Guardian topography, prepared by Lutz Perschon for CBC Radio. (недоступная ссылка)
- Google Earth Community Page about the discovery of the feature.